# Roger Machado Marques
Roger Machado Marques, brazilski nogometaš in trener, * 25. april 1975.
Za brazilsko reprezentanco je odigral eno uradno tekmo.